# Aeschynomene pulchella
Aeschynomene pulchella är en ärtväxtart som beskrevs av John Gilbert Baker. Aeschynomene pulchella ingår i släktet Aeschynomene och familjen ärtväxter. Inga underarter finns listade i Catalogue of Life.